# Чистяківська телевежа
Чистякі́вська телеве́жа — конструкція, побудована 1967 року в місті Чистякове.
Маса конструкції становить 70 тон, висота — 85 метрів. Установлена вежа на Лутугинському пагорбі, що є найвищим місцем в місті.
Телевежа використовується як транслятор та ретранслятор телевізійних програм. На 2011 рік на вежі встановлено п'ять передатчиків таких телеканалів: Перший національний, Інтер, Новий канал, TTV, ICTV, ТРК «Україна».

## Цифрове телебачення DVB-T2 (MPEG-4)
У 2011 році на телевежі встановлений передавач цифрового ефірного телебачення з радіусом покриття 35 км, який є частиною національної мережі телебачення у форматі DVB-T2. Починаючи з 2011 року в п'яти мультиплексах безкоштовно працює 24 загальнонаціональних телеканали, з середини 2012 р. — 32 телевізійних канали.
Після російсько-терористичної окупації міста Чистякове (з 2014 року) телевежа незаконно використовується для трансляції телеканалів «ДНР» та РФ.